# Sidymella longispina
Sidymella longispina är en spindelart som först beskrevs av Cândido Firmino de Mello-Leitão 1943. 
Sidymella longispina ingår i släktet Sidymella och familjen krabbspindlar. Inga underarter finns listade i Catalogue of Life.